# Zhu Zhiqiang
Zhu Zhiqiang(nascido em 1976) é uma designer de Internet que vive em Pequim, China, onde ele é um fenômeno. Recebe por suas animações, fazendo anúncios para grandes empresas. Seus projetos usam o "logo" Xiao Xiao. Em julho de 2004, aos 28 anos de idade, Zhu processou a Nike Inc. pela utilização não autorizada de uma das suas "stickfigure" desenhos em um anúncio. Zhu finalmente ganhou a ação judicial e a Nike e foi condenada a pagar US $ 36.000 para o caricaturista. 